# Lactophrys trigonus
A Lactophrys trigonus a csontos halak (Osteichthyes) főosztályának a sugarasúszójú halak (Actinopterygii) osztályához, ezen belül a gömbhalalakúak (Tetraodontiformes) rendjéhez és a bőröndhalfélék (Ostraciidae) családjához tartozó faj.

## Előfordulása
A Lactophrys trigonus az Atlanti-óceán nyugati részén és a Földközi-tengerben él. Az óceánban, Kanadától és Massachusettstől Brazíliáig fordul elő. Elterjedési területe magába foglalja Bermudát, a Mexikói-öblöt és a Karib-térséget.

## Megjelenése
Ez a halfaj általában 30 centiméter hosszú, de akár 55 centiméteresre is megnőhet. Legfeljebb 3310 gramm súlyú. Testét fehér pettyek borítják. Két helyen, a mellúszók környékén és a kopoltyúk mögött, a hatszögletű csontos lemezeket, fekete vonalak veszik körül. Ezek a körvonalak egymáshoz érnek, és láncos mintázatot alkotnak. A kifejlett példány elveszti fehér pettyeit és láncos mintázatát, e helyett hálózatos mintázatot vesz fel.

## Életmódja
A Lactophrys trigonus tengeri halfaj, amely a korallzátonyokat válassza élőhelyül. 2-50 méteres mélységben él. A tengerifűvel benőtt területeket és a koralltörmelékes helyeket kedveli. Tápláléka számos tengerfenéken élő gerinctelenből áll, köztük: puhatestűek, rákok, előgerinchúrosok, férgek és tengerifű.

## Felhasználása
Ipari mértékben halásszák, de főleg akváriumoknak. A Karib-térségben ínyencfalatnak számít.
Néha Ciguatera mérgezést okozhat.